# Adam Lacko
Adam Lacko (ur. 24 września 1984 roku w Czeladnej) – czeski kierowca wyścigowy.

## Kariera
Lacko rozpoczął karierę w międzynarodowych wyścigach samochodowych w 2005 roku od startów w FIA GT Championship, gdzie jednak nie zdobywał punktów. W tym samym roku dołączył do stawki World Touring Car Championship. W późniejszych latach Czech pojawiał się także w stawce FIA GT3 European Championship, Niemieckiego Pucharu Porsche Carrera, ADAC GT Masters, Lamborghini Blancpain Super Trofeo, Le Mans Series oraz Sportscar Winter Series.
W World Touring Car Championship Czech wystartował w pięciu wyścigach sezonu 2005. Jednak nigdy nie zdobywał punktów. Podczas drugiego wyścigu włoskiej rundy uplasował się na dwunastej pozycji, co było jego najlepszym wynikiem w mistrzostwach.